# Juan Carlos Martín Martínez
Juan Carlos Martín Martínez (Alovera, província de Guadalajara, 17 de febrer de 1967) va ser un ciclista espanyol, que fou professional entre 1989 i 1999. Un cop retirat fou seleccionador de l'equip nacional espanyol durant vuit anys.

## Palmarès
- 1988
  - 1r a la Volta a Segòvia
- 1991
  - 1r al Gran Premi de Laudio

### Resultats al Tour de França
- 1992. 64è de la classificació general
- 1993. 82è de la classificació general